# Bostrycharis niveosquamosus
Bostrycharis niveosquamosus är en skalbaggsart som beskrevs av Pierre Lesne 1925. Bostrycharis niveosquamosus ingår i släktet Bostrycharis och familjen kapuschongbaggar. Inga underarter finns listade i Catalogue of Life.